# Alberto Greco
Alberto Greco (Buenos Aires, 15 gennaio 1931 – Barcellona, 12 ottobre 1965) è stato un pittore e poeta argentino, che svolse l'ultima parte della sua carriera artistica in Spagna.
Dopo aver partecipato alla fondazione del informalismo argentino nel 1959 insieme agli artisti, Baulari, Mario Pucciarelli, Luis Wells e Luis Felipe Noé, ed altri, si allontana dalla pittura e si avventura nel campo dell'arte concettuale.
I suoi apporti sono stati fondamentali per gli inizi dell'Arte concettuale in 
Spagna, mettendo in pratica un tipo di interventi artístici che egli stesso chiama “vivo dito” o arte vivo. Al suo aspetto di artista-pittore multiforme aggiunge quello di poeta.

## Evoluzione artistica
Tra il 1947 e il 1948 partecipa ai laboratori di Cecilia Marcovich e Tomás Maldonado. Nel 1950 pubblica Fiesta, libro di versi, in edizione artigianale di 150 esemplari. Tra il 1954 e il 1956 data il suo primo viaggio in Europa: Italia, Austria, Londra e Francia. Nel 1954 espone per la prima volta nella galleria La Roue di Parigi. Sempre nel 1954, dopo avere portato a termine diverse e varie esperienze artistiche per poter decidere verso dove puntava la sua vocazione (aveva tentato senza molto successo la carriera di attore teatrale, pubblicato poesie, scritto racconti) inizia una vita di viaggiatore che lo porterà, negli undici anni di vita che gli restano, a percorrere mezzo mondo. Nel 1956 torna in Argentina. Dipinge un murale alla Facoltà di Diritto dell'Università di Buenos Aires ed espone alla galleria Antífona.
L'anno seguente si trasferisce in Brasile, esponendo al Museo di Arte Contemporanea. Entusiasmato dall'arte brasiliana, ritorna a Buenos Aires dove organizza la mostra intitolata Artisti di San Paulo. La sua intenzione è formare un grande movimento di arte informale in America Latina.
Nel 1959 si integra pienamente nel movimento informalista, ma rapidamente sorgono le disillusioni osservando la deriva formalista e decorativista che l'informalismo sta prendendo. È allora che pensa di approssimarsi all'Arte concettuale. Realizza Vivo-Ditos, a Parigi, a Roma, a Madrid e, soprattutto, a Piedralaves, una piccola località di Avila, dove vivrà per un po' di tempo, convertendo questa piccola comunità rurale in uno spazio artistico propizio alla realizzazione della sua vena artistica. Greco fa reggere agli abitanti del villaggio manifesti le cui parole o frasi sono "Questo è un Alberto Greco", "Opera d'arte segnalata da Alberto Greco" o, semplicemente "Alberto Greco".
Il suo Vivo Dito ha una chiara componente di provocazione politica. Nell'anno 1962 durante il suo ultimo viaggio in Italia, sfrutta l'inaugurazione della Biennale di Venezia di questo stesso anno, per lanciare un mucchio di topi al passaggio del Presidente della Repubblica Italiana Antonio Segni con conseguente grande scandalo. Lo spirito irriverente di Greco lo porta a mascherarsi da monaca, a Roma, mentre aveva luogo il Concilio Ecumenico Vaticano II. Questi interventi, insieme alla sua partecipazione come attore alla controversa opera teatrale Cristo 63, di Carmelo Bene, offensiva per la Chiesa cattolica, fa sì che le autorità italiane lo invitino ad abbandonare il paese. Il 1962 data il suo manifesto "Dito del Arte Vivo".
L'integrazione delle sue opere nell'ambito artistico dell'Arte concettuale non significa il suo abbandono dell'Informalismo. I suoi interventi pubblici furono associati a disegni, quadri e collage nei quali si trovano uniti il gesto spontaneo e incontrollato del Tachismo, con le grafie irregolari e appassionate dell'Arte Bruta e la simultaneità di immagini inconsce prese dal surrealismo e dal dada, dando forma a un informalismo eterogeneo e sufficientemente distante dalle maniere amabili e decorativiste di altri rappresentanti. Così appaiono scritture automatiche, disegni incompleti, bozzetti, macchie, pezzi di carta piegati, stampe ad inchiostro, tutto un amplissimo repertorio combinato in un vario spettro di azioni e aggressioni al supporto, espressione, che, secondo alcuni critici, sono di un'interiorità spirituale convulsa e agitata.
Dopo il suo peregrinare per l'Europa finisce per stabilirsi a Madrid dove entra in contatto con i membri del gruppo di El Paso, con Antonio Saura e Manolo Millares soprattutto.

## La fine
In Spagna continua a lavorare ai suoi progetti “vivo dito” ed espone alla Galleria Juana Mordó nel 1964. Un anno dopo si suicida a Barcellona. La sua morte si converte nel più radicale dei suoi interventi artistici. Nel 1965 sceglie per suicidarsi la città di Barcellona, comunicando ai suoi parenti che andrà alla Ciudad Condal per mettere fine alla sua vita. Il suo atto di morte volontaria Alberto Greco lo converte in un gesto artistico: mentre l'overdose di barbiturici che aveva preso cominciava a fare effetto, sopra il palmo della sua mano sinistra, come già soleva fare nell'angolo inferiore destro di ognuno dei suoi quadri, scrisse la parola “Fin” e sopra la parete “Questa è la mia migliore opera” (“Esta es mi mejor obra”).
Dalla sua morte e soprattutto a partire dagli anni novanta si è realizzato un processo di recupero storico della sua opera. Nel 1991, all'IVAM, si allestì la più grande mostra dedicata ad Alberto Greco, la stessa mostra si poté vedere, un anno più tardi, al Museo Nazionale di Belle Arti di Buenos Aires.

## Manifesto "Dito del Arte Vivo".
(Arte Vivo, Movimiento Dito. Alberto Greco)

## Opere in Spagna
- Le opere di Alberto Greco sono esposte al Museo Patio Herreriano di Valladolid.